# Ухо

Анатомия уха.
Наружное ухо:
среднее ухо:
внутреннее ухо:
.

У́хо (лат. auris) — сложный орган людей и животных, предназначенный для восприятия звуковых колебаний. У большинства хордовых он, кроме восприятия звука, выполняет ещё одну функцию: отвечает за положение тела в пространстве и способность удерживать равновесие. Ухо позвоночных — парный орган, который размещается в височных костях черепа. У млекопитающих (в том числе у человека) ухо ограничивается снаружи ушными раковинами.
Ухо человека воспринимает звуковые волны частотой примерно от 8 до 20 000 Гц (колебаний в секунду), что соответствует длине волны (в воздухе при нормальных условиях) от 41 м до 1,7 см.
В процессе эволюционного развития ухо возникло у первичноводных предков позвоночных из особых кожных органов чувств (боковые органы).

## Анатомия уха
Ухо состоит из наружного, среднего и внутреннего уха.

### Наружное ухо

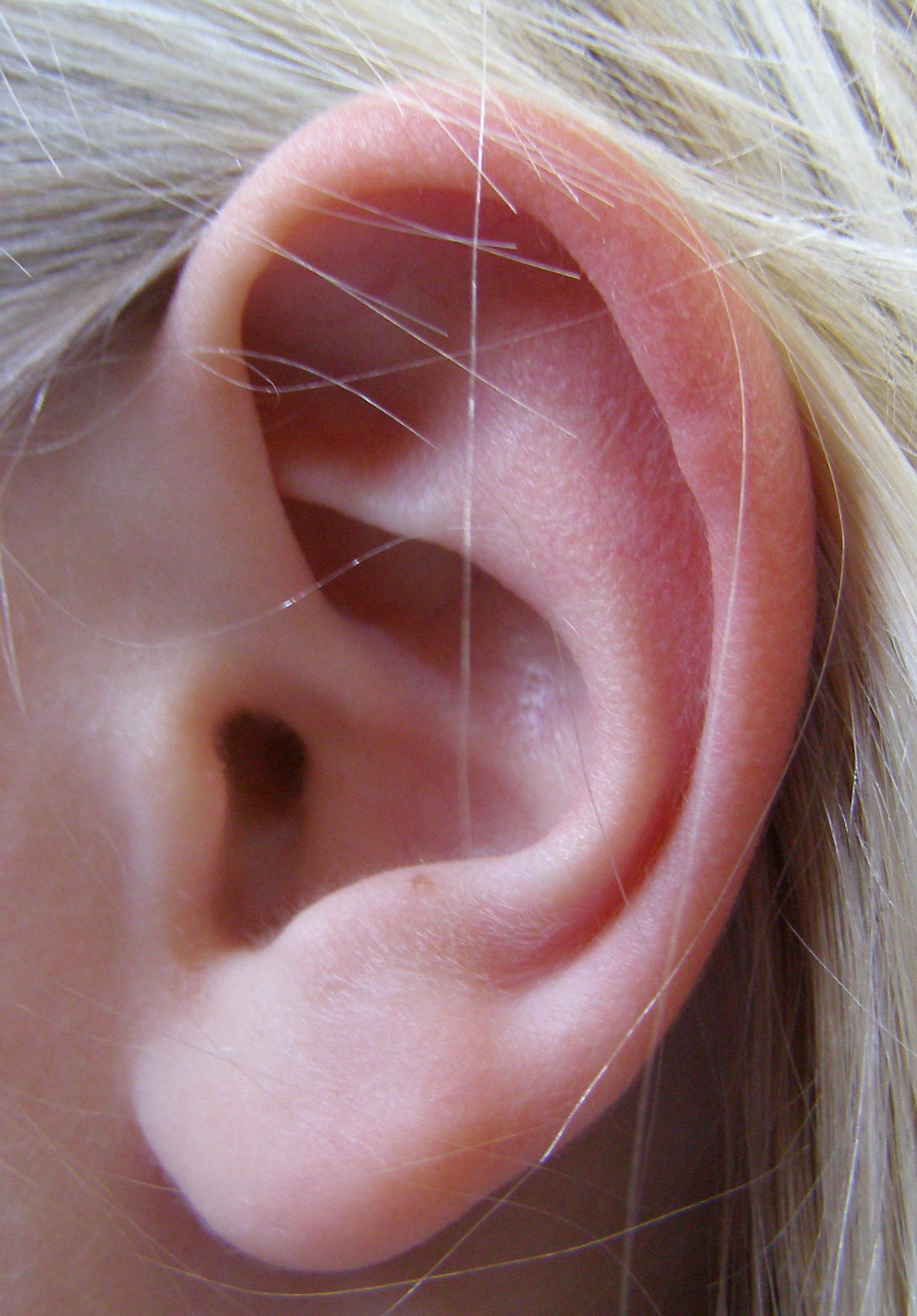
Ушная раковина человека

Наружное ухо человека состоит из ушной раковины и наружного слухового прохода. Ушная раковина — сложной формы упругий хрящ, покрытый кожей; его нижняя часть, называемая мочкой, — кожная складка, которая состоит из кожи и жировой ткани. Ушная раковина очень чувствительна к любым повреждениям (поэтому у борцов эта часть тела очень часто деформирована). В свою очередь, ушная раковина состоит из мочки, козелка и противокозелка, завитка и его ножек, противозавитка. Примерно у 10 % людей на задней стороне одного или двух ушей присутствует дарвинов бугорок — рудиментарное образование, оставшееся со времён, когда у предков человека уши были ещё острыми. Также у всех людей есть ушные мышцы — развитые, например, у лошадей, они почти атрофировались у человека, в результате чего подавляющее большинство людей их не использует.
Ушная раковина имеется лишь у млекопитающих. Она работает как приёмник звуковых волн, которые затем передаются во внутреннюю часть слухового аппарата. Значение ушной раковины у человека намного меньше, чем у животных, поэтому у человека она практически неподвижна. Но многие звери, поводя ушами, способны гораздо точнее, чем человек, определить нахождение источника звука. У водных млекопитающих (киты, большинство ластоногих) и некоторых роющих видов (кроты, слепыши) ушные раковины отсутствуют (вторично утрачены). Ряд полуводных зверей (бобры, каланы, ушастые тюлени) имеют ушные раковины, способные замыкаться при нырянии.
Складки человеческой ушной раковины вносят в поступающий в слуховой проход звук небольшие частотные искажения, зависящие от горизонтальной и вертикальной локализации звука. Таким образом мозг получает дополнительную информацию для уточнения местоположения источника звука. Этот эффект иногда используется в акустике, в том числе для создания ощущения объёмного звука при использовании наушников.
Функция ушной раковины — улавливать звуки; её продолжением является хрящ наружного слухового прохода, длина которого в среднем составляет 25—30 мм. Хрящевая часть слухового прохода переходит в костную, а весь наружный слуховой проход выстлан кожей, содержащей сальные, а также серные железы, представляющие собой видоизменённые потовые. Этот проход заканчивается слепо: от среднего уха он отделён барабанной перепонкой. Уловленные ушной раковиной звуковые волны ударяются в барабанную перепонку и вызывают её колебания, передающиеся в среднее ухо. Форма же собственно ушной раковины практически индивидуальна у всех людей — уши могут быть в разной степени оттопырены, торчать вперёд, иметь ярко выраженную или сросшуюся мочку, дарвинов бугорок или какие-то врождённые особенности.

### Среднее ухо
Основной частью среднего уха является барабанная полость — небольшое пространство объёмом около 1 см³, находящееся в височной кости. Здесь находятся три слуховые косточки: молоточек, наковальня и стремечко — они передают звуковые колебания из наружного уха во внутреннее, одновременно усиливая их.
Слуховые косточки являются самыми маленькими фрагментами скелета. Они представляют собой цепочку, передающую колебания. Рукоятка молоточка тесно срослась с барабанной перепонкой, головка молоточка соединена с наковальней, а та, в свою очередь, своим длинным отростком — со стремечком. Основание стремечка закрывает овальное окошечко внутреннего уха. Наличие указанной цепочки позволяет увеличить давление на овальное окошечко в 20 раз по сравнению с давлением на барабанную перепонку.
Полость среднего уха связана с носоглоткой посредством евстахиевой трубы (рудимент брызгальца), через которую выравнивается среднее давление воздуха внутри и снаружи от барабанной перепонки. При изменении внешнего давления иногда «закладывает» уши, что обычно решается тем, что рефлекторно вызывается зевота. Опыт показывает, что ещё более эффективно заложенность ушей решается глотательными движениями, или если в этот момент дуть в зажатый нос.
Чтобы избежать разрыва барабанных перепонок ударной волной, военнослужащим рекомендуют по возможности заранее открывать рот, когда ожидается взрыв или выстрел. В этом случае также работает механизм компенсации давления воздуха на барабанную перепонку со стороны слухового прохода таким же давлением со стороны носоглотки.

### Внутреннее ухо
Из трёх отделов органа слуха и равновесия наиболее сложным является внутреннее ухо; его из-за замысловатой формы часто называют перепончатым лабиринтом, который погружён в костный лабиринт каменистой части височной кости. Со средним ухом внутреннее ухо сообщается овальным и круглым окошечками, затянутыми перепонками.
Перепончатый лабиринт состоит из преддверия, улитки и полукружных каналов (расположенных во всех трёх взаимно перпендикулярных плоскостях и заполненных жидкостями — перилимфой и эндолимфой). Во внутреннем ухе расположена как улитка (орган слуха), так и вестибулярная система, являющаяся органом равновесия и ускорения.
Колебания овального окошечка передаются жидкости, которая раздражает расположенные в улитке рецепторы; те, в свою очередь, формируют нервные импульсы.
Рецепторы вестибулярного аппарата — вторичные механорецепторы, расположенные на кристах каналов. Это волосковые чувствительные клетки двух типов: формы колбы с закруглённым дном и формы цилиндра. Волоски обоих типов на кристах размещены противоположно друг другу: с одной стороны расположены стереоцилии (смещение в их сторону вызывает возбуждение), а с другой — киноцилии (смещение в сторону которых вызывает торможение).
Собственный голос, воспроизведённый со звукозаписи, значительно отличается от того, что человек слышит при разговоре. Это объясняется тем, что в последнем случае звук достигает уха не только по воздуху, но и через кости черепа, которые лучше передают низкочастотные колебания. Из-за этого люди с некоторыми дефектами развития внутреннего уха могут слышать движение своих глаз в глазницах, а их собственное дыхание звучит для них непереносимо громко.

## Эволюция элементов уха
Внутреннее ухо как орган слуха и равновесия возник ещё у первых позвоночных и с тех пор претерпел много усовершенствований в процессе эволюции. Кроме того, аппарат слуха постепенно дополнялся средним ухом (впервые появляется у амфибий) и наружным, имеющимся у птиц и млекопитающих.

### Эволюция наружного и внутреннего уха
Внутреннее ухо (лабиринт) у позвоночных животных возникло как орган равновесия. Оно состояло из преддверия, в состав которого входят круглый и овальный мешочки, а также полукружные каналы. У миксин имеется только одна пара полукружных каналов, у миног — две, у всех других позвоночных (то есть у челюстноротых: начиная с хрящевых рыб и кончая птицами и млекопитающими) — три.
У круглоротых основа овального мешочка образует небольшой карман, который называется лагена и одновременно с обеспечением равновесия тела участвует в восприятии звуковых сигналов. В эволюции позвоночных лагена превратилась в орган слуха амфибий. У рептилий она имеет несколько больший размер, и разделена на три канала (как и улитки млекопитающих); у птиц лагена ещё более вытянутая, что позволяет им лучше слышать. Для млекопитающих характерно наиболее сложное строение внутреннего уха, а лагена превращается в закрученную улитку.

## Эволюция слуховых косточек среднего уха
Гомология слуховых косточек млекопитающих и костей челюстей рептилий хорошо исследована на материалах с ископаемыми остатками и данных эмбриологии млекопитающих.
В процессе формирования четвероногих (Tetrapoda) произошли значительные изменения в строении висцерального скелета, которые, в конце концов, завершились формированием слуховых косточек: сначала стремечка (у амфибий, пресмыкающихся, птиц и немаммальных синапсид), а затем ещё двух — наковальни и молоточка — у млекопитающих.
Формирование стремечка обеспечено высвобождением гиомандибулярной кости из системы подвески челюстей, что произошло ещё на стадии формирования группы хоановых или лёгочнодышащих позвоночных (Choanata). Эта косточка топографически связана со спиракулюмом, который в дальнейшем стал полостью среднего уха и взял на себя функцию передачи колебаний из покровных образований к собственно уху. Указанная косточка (с названием стремечко, или столбик) присутствует у всех четвероногих. Она имеет палочковидную форму с острым внутренним концом. Гомологичная кость у рыб (гимандибулярная) выполняла функцию опоры челюстей.
Формирование системы из трёх косточек среднего уха у млекопитающих является одним из наиболее хорошо документированных по ископаемым. Их появление также связано с потерей костями висцерального скелета своих первоначальных функций. У млекопитающих это произошло в связи с тем, что формирование мандибулы (нижней челюсти) происходило за счёт только одной — зубной — кости. Другие кости, участвовавших в формировании мандибулы у ранних амниот, аналогично гиомандибуляре не исчезли, а ушли в область среднего уха и сформировали две новые слуховые косточки:
- квадратная кость верхней челюсти синапсид превратилась в наковальню,
- сочленительная кость нижней челюсти — в молоточек.

## Особенности строения уха различных групп позвоночных животных
| Группа позвоночных                                                       | Особенности строения уха |
| Круглоротые - Минога морская                                             | Имеется только внутреннее ухо, состоит из преддверия и полукружных каналов (у миксин — одна пара, у миног — две). Функцию слуха выполняет небольшой вырост овального мешочка — лагена. |
| Хрящевые и костные рыбы - Молочная рыба                                  | Внутреннее ухо дополнено третьим полукружным каналом. Овальный мешочек, круглый мешочек и лагена содержат статолиты, свободно присоединенные двумя мембранами к стенкам преддверия, таким образом, что они могут вибрировать. Колеблясь, статолиты раздражают сенсорный эпителий. У рыб группы Ostariophysi слух особенно острый, отчасти это обеспечивается тем, что у них есть специальные косточки (аппарат Вебера), развивающиеся из позвонков. Аппарат Вебера соединяет плавательный пузырь со стенкой внутреннего уха и передает на него колебания. |
| Амфибии - Litoria caerulea. На фотографии видна барабанная перепонка     | У земноводных появляется среднее ухо, которое представляет собой полость, наружная сторона которой затянута барабанной перепонкой. В среднем ухе находится палочковидная слуховая косточка — стремя, которая одним концом упирается в овальное окно внутреннего уха, а вторым — в барабанную перепонку. Среднее ухо соединено с ротоглотки евстахиевой трубой. У хвостатых среднее ухо отсутствует. Лагена больше, чем у рыб, и частично покрыта покровной (текторальной) мембраной. Эта структура обычно чувствительна к низкочастотным звукам (не более 4000 Гц). Например, большая зелёная лягушка слышит звуки от 100 до 200 Гц, то есть с частотой, соответствующей крикам самцов. |
| Рептилии - Dracaena guianensis. На фотографии видна барабанная перепонка | Слух развит хорошо. Впервые появляется структура, похожая на улитку: в лагене имеются три канала, дно лагены формирует базилярную мембрану. У всех рептилий, кроме змей, есть среднее ухо. У змей стремечко присоединено к квадратной кости челюсти, поэтому они в основном плохо слышат звуки в воздухе, но хорошо улавливают колебания земли. |
| Птицы - Казуар обычный. На фотографии виден наружный слуховой проход     | Ухо имеет три отдела: внутреннее, среднее и наружное ухо, последнее представлено наружным слуховым проходом. Во внутреннем ухе находится улитка, она короче, чем у млекопитающих, и не закручена. Большинство птиц могут слышать примерно в том же диапазоне частот, что и человек. Однако млекопитающие такого же размера способны воспринимать более высокочастотные звуки. Птицы хорошо отличают частоты звуков, и могут устанавливать место, откуда поступает звук. |
| Млекопитающие - Африканский слон                                         | Особенностью строения уха млекопитающих является наличие ушной раковины, трёх слуховых косточек в среднем ухе и закрученная улитка. В зависимости от образа жизни ушные раковины различных млекопитающих отличаются по строению. У большинства животных имеются специальные мышцы, позволяющие поворачивать уши; у других млекопитающих, включая человека, подвижность ушной раковины резко ограничена. Строение внутреннего уха у различных млекопитающих также несколько отличается. Так, количество поворотов колеблется от четверти у утконоса до четырёх у свиньи и морской свинки. У кита — полтора поворота, у лошади — 2, у человека — 2,75, у кота — 3. Особенно тонкий слух имеют звери, активность которых самая большая в ночное время. Верхний частотный предел чувствительности у собак — 45 кГц, у котов — 50 кГц. Некоторые млекопитающие, в частности, летучие мыши и китообразные, обладают способностью к эхолокации, верхний предел частотной чувствительности уха у них достигает 100 кГц. |

## Органы слуха беспозвоночных животных
Хотя только у позвоночных животных имеются уши, многие беспозвоночные также располагают возможностью обнаруживать звуки при помощи иных разновидностей органов чувств. К примеру, у насекомых для восприятия отдаленных звуков используются тимпанальные органы. В зависимости от того, к какому конкретно семейству принадлежит насекомое, соответствующие органы слуха могут располагаться как на голове, так и на других частях тела.
У некоторых насекомых тимпанальные органы чрезвычайно чувствительны и обеспечивают слух, более острый, нежели у большинства других животных. В частности, известен пример паразитической мухи Ormia ochracea, женские особи которой располагают тимпанальными органами, расположенными по обе стороны брюшка. Будучи соединенными между собой внешним скелетом, они функционируют подобно барабанным перепонкам и обеспечивают весьма точную информацию о местоположении источника звука. Данный механизм используется насекомым для обнаружения поющих самцов сверчков, на которых муха откладывает яйца. Особи способны дифференцировать минимальные различия в частотах реверберации (до 50 миллиардных долей секунды), что позволяет им с высокой точностью определять направление к источнику.
У членистоногих имеются более простые структуры, которые позволяют им определять звуки, раздающиеся в непосредственной близости. К примеру, у пауков и тараканов на конечностях расположены особые чувствительные волоски, используемые для восприятия звуковых колебаний. Гусеницы также могут иметь на теле волоски аналогичного свойства, обеспечивающие им возможность воспринимать вибрации и реагировать таким образом на звук.

## Патология
Различают врождённые дефекты, травмы (акустическая травма, баротравма) и заболевания уха (отосклероз, болезнь Меньера, отит, лабиринтит).
Нарушение костной системы уха не даёт полной глухоты за счёт проводимости костей.

## Ухо в культуре

### Украшение ушей

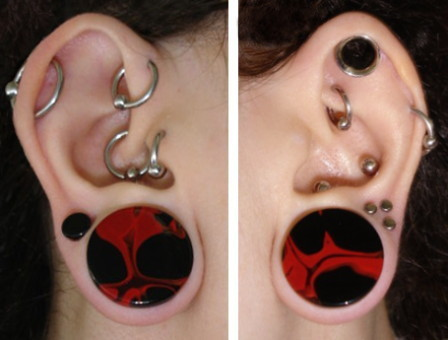
Ухо с пирсингом и тоннелями

Существует три вида украшения ушей — клипсы, каффы и серьги. Серьги обычно вдеваются в проколотые ушные мочки, клипсы же не требуют прокалывания. Пирсинг ушей был широко распространен по всему миру с древних времён, в особенности в племенных культурах, о чём свидетельствуют многочисленные археологические находки. Неоднократно были обнаружены мумифицированные тела с ушными проколами. Так в леднике Симилаун в Австрии была найдена мумия Эци с проколотыми ушами, возраст мумии составляет 5300 лет. Помимо украшения, возможна модификация ушей растягиванием тоннелей.
Операция по изменению формы ушей называется отопластикой. Чаще всего она необходима для изменения формы или размера уха, так как в течение жизни оно не претерпевает значительных изменений.

### Прочее
- Автопортрет с отрезанным ухом и трубкой
- Ухо Дионисия
- Война за ухо Дженкинса